# Baldur’s Gate (seria)
Baldur’s Gate – seria komputerowych gier fabularnych, oparta na systemie Dungeons & Dragons i rozgrywająca się w świecie Zapomnianych Krain (ang. Forgotten Realms). Gry z tej serii w Polsce zostały wydane przez CD Projekt.

## Seria Baldur’s Gate

### Baldur’s Gate
Pierwsza część serii miała premierę 30 listopada 1998 roku. Gracz steruje drużyną składającą się z maksymalnie sześciu osób przedstawioną w rzucie izometrycznym. Każdy z napotkanych bohaterów niezależnych ma własne statystyki i może zostać zaatakowany przez gracza. Jest to także pierwsza gra używająca silnika Infinity.

### Baldur’s Gate: Opowieści z Wybrzeża Mieczy
6 maja 1999 roku został wydany dodatek do Baldur’s Gate.

### Baldur’s Gate II: Cienie Amn
Grę zapowiedziano w listopadzie 1999 roku, a ostatecznie wydano 22 września 2000 roku. Baldur’s Gate II: Cienie Amn kontynuuje wątki z pierwszej części, a gracz może zwerbować część towarzyszy z poprzedniej gry. Akcja gry została przeniesiona na południe – do kupieckiej krainy Amn. Zastosowano poprawiony silnik graficzny, co pozwoliło na użycie wyższej rozdzielczości.

### Baldur’s Gate II: Tron Bhaala
19 czerwca 2001 roku został wydany dodatek do Baldur’s Gate II: Cienie Amn, który kończy historię dzieci Bhaala.

### Seria Dark Alliance
- Baldur’s Gate: Dark Alliance (2001)
- Baldur’s Gate: Dark Alliance II (2004)

### Baldur’s Gate III: The Black Hound
W 2003 Black Isle Studios, rozpoczął prace nad grą Baldur’s Gate III: The Black Hound. Z powodu nieuiszczenia przez studio Interplay na rzecz Atari (dawniej Infogrames) opłat licencyjnych na użycie systemu Dungeons & Dragons, prace nad nią zostały wstrzymane.

### Baldur’s Gate: Enhanced Edition
W 2012 roku, przedsiębiorstwo Overhaul Games wydało remake pierwszej części, pt. Baldur’s Gate: Enhanced Edition, w skład której wchodzą zarówno Baldur’s Gate, jak i Opowieści z Wybrzeża Mieczy. Gra została całkowicie zremasterowana, zawiera wiele poprawek oraz nowych dodatków, w tym nowych zadań i przedmiotów. W produkcji jest dodatek Baldur’s Gate: Siege of Dragonspear, którego akcja będzie toczyć się po wydarzeniach z podstawowej wersji gry.

### Baldur’s Gate II: Enhanced Edition
15 listopada 2013 wydano remake Baldur’s Gate II: Cienie Amn.

### Baldur’s Gate III
6 czerwca 2019 zapowiedziano trzecią część serii. Za produkcję i wydanie odpowiedzialne jest przedsiębiorstwo Larian Studios. 27 lutego 2020 w czasie targów PAX East zaprezentowana została rozgrywka gry. Grę wydano 3 sierpnia 2023.

## Historia
Pierwsze dwie gry serii stworzone zostały przez studio BioWare i wydane przez Interplay Entertainment.
Dwie gry z tej serii przeznaczone na konsole Dreamcast oraz PlayStation również zostały anulowane tuż przed zakończeniem procesu produkcji.
Oprócz komputerowych gier fabularnych powstały też dwie konsolowe fabularne gry akcji Baldur’s Gate: Dark Alliance. Pierwsza część stworzona została przez Snowblind Studios, druga zaś przez Black Isle Studios.
Na podstawie serii wydano trzy powieści: Wrota Baldura (Philip Athans, 1999), Wrota Baldura II: Cienie Amnu (Philip Athans, 2000) oraz Wrota Baldura II: Tron Bhaala (Drew Karpyshyn, 2001).
W październiku 2014 roku ukazał się komiks Dungeons & Dragons: Legends of Baldur’s Gate.

## Modyfikacje
Miłośnicy serii stworzyli szereg nieoficjalnych modyfikacji, dodających nowe zadania, postacie, miejsca, sklepy, przedmioty, postacie przyłączalne (NPC) czy nowe podklasy.
Stworzono również modyfikacje całkowicie zmieniające fabułę (m.in. Classic Adventures, Epic Endeavours oraz Return to Trademeet) oraz konwersje silnika (Baldur’s Gate Trilogy przenoszący część pierwszą Baldur’s Gate na silnik Baldur’s Gate II: Cienie Amn oraz pozwalający na płynne kontynuowanie przygody, z kolei Icewind Gate II przenosi Baldur’s Gate II na silnik Icewind Dale II, przy czym ten drugi mod nie jest już rozwijany).

## Odbiór
| Gra                                        | GameRankings                                        | Metacritic                          |
| ------------------------------------------ | --------------------------------------------------- | ----------------------------------- |
| Baldur’s Gate                              | 91,94%                                              | 91                                  |
| Baldur’s Gate: Opowieści z Wybrzeża Mieczy | 84,80%                                              | –                                   |
| Baldur’s Gate II: Cienie Amn               | 93,97%                                              | 95                                  |
| Baldur’s Gate II: Tron Bhaala              | 88,73%                                              | 88                                  |
| Baldur’s Gate: Dark Alliance               | 84,43% (PS2) 82,83% (Xbox) 79,00% (GC) 71,37% (GBA) | 87 (PS2) 83 (Xbox) 79 (GC) 76 (GBA) |
| Baldur’s Gate: Dark Alliance 2             | 81,19% (PS2) 78,53% (Xbox)                          | 78 (PS2) 77 (Xbox)                  |
| Baldur’s Gate: Enhanced Edition            | 77,75% (Win) 72,18% (iOS)                           | 78 (Win) 73 (iOS)                   |
| Baldur’s Gate II: Enhanced Edition         | 77,26% (Win) 67,14% (iOS)                           | 78 (Win) 63 (iOS)                   |

Seria Baldur’s Gate uznawana jest za jedną z najlepszych w historii gier komputerowych. Pozytywnie oceniono wciągającą fabułę, ogromny świat i długość rozgrywki. Według serwisu Gamasutra gry cRPG odrodziły się dzięki tej serii.
Baldur’s Gate zajęła 24. miejsce na liście stu najlepszych gier cRPG według serwisu IGN.
Według tego samego portalu Baldur’s Gate II zajęła 25. miejsce na liście stu najlepszych gier i 3. pozycję w spisie stu najlepszych gier fabularnych. Gra zyskała tytuł gry cRPG roku 2000 według serwisu GameSpot.